# The Devil's Rejects
The Devil's Rejects é um filme teuto-estadunidense de terror lançado em 2005, escrito e dirigido por Rob Zombie. Estreou em 5 de Janeiro de 2006 em Portugal.
Continuação do filme A Casa dos 1000 Corpos (House of 1000 Corpses) também dirigido por Rob Zombie.

## Sinopse
Determinado em vingar a morte do irmão, o xerife John Wydell reúne um grupo de polícias fortemente armados e juntos cercam a casa da família Firefly, responsável por mais de mil mortes nos últimos anos. No entanto, Otis e a irmã, Baby, conseguem escapar do tiroteio e acabam por se juntar ao pai, o Capitão Spaulding, matando todos os que atravessam o seu caminho. Mas o xerife está decidido a fazer justiça pelas próprias mãos… e uma carnificina de proporções épicas está iminente.

## Elenco
| Ator/Atriz                             | Personagem         |
| -------------------------------------- | ------------------ |
| Sid Haig                               | Captain Spaulding  |
| Bill Moseley                           | Otis               |
| Sheri Moon Zombie                      | Baby               |
| William Forsythe                       | Sheriff Wydell     |
| Ken Foree                              | Charlie Altamont   |
| Matthew McGrory                        | Tiny               |
| Leslie Easterbrook                     | Mother Firefly     |
| Geoffrey Lewis                         | Roy Sullivan       |
| Priscilla Barnes                       | Gloria Sullivan    |
| Dave Sheridan                          | Officer Ray Dobson |
| Kate Norby                             | Wendy Banjo        |
| Lew Temple                             | Adam Banjo         |
| Danny Trejo                            | Rondo              |
| Dallas Page (como Diamond Dallas Page) | Billy Ray Snapper  |
| Brian Posehn                           | Jimmy              |
| Michael Berryman                       | Clevon             |
| Tyler Mane (não creditado)             | Rufus              |